# Justus Velsius

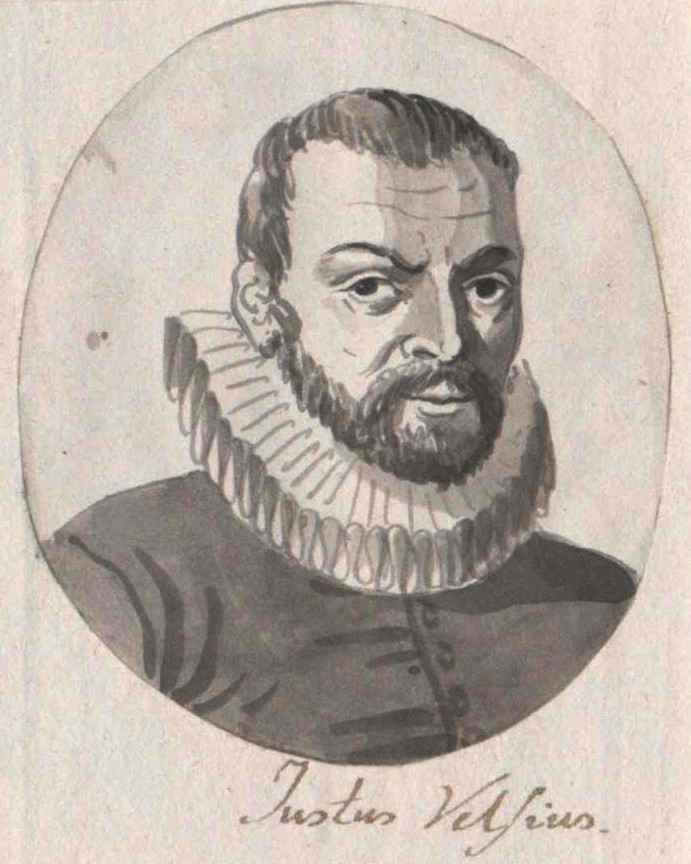
Justus Velsius

Justus Velsius, Haganus oder niederländisch Joost Welsens (* um 1510 in Den Haag; † nach 1581) war ein niederländischer Humanist, Mediziner und Philologe. Velsius begann seine Karriere als hochangesehener Professor der sieben freien Künste in Löwen, Straßburg und Köln. Später stellte er sich selbst als Prophet dar und vertrat seine eigene besondere Sichtweise des Christentums, die er in seiner Schrift „Christiani Hominis Norma“, die er in London verfasst hatte, darlegte. Hierauf geriet er bald in Konflikt mit zivilen und kirchlichen Autoritäten in ganz Europa und verbrachte seine letzten Jahre als Prediger und Glaubensheiler in seiner Heimat Holland. Während seines Aufenthalts in Köln war Velsius mit Beatrix van Steenhoven und später in Groningen mit Grete Cassens verheiratet.

## Leben

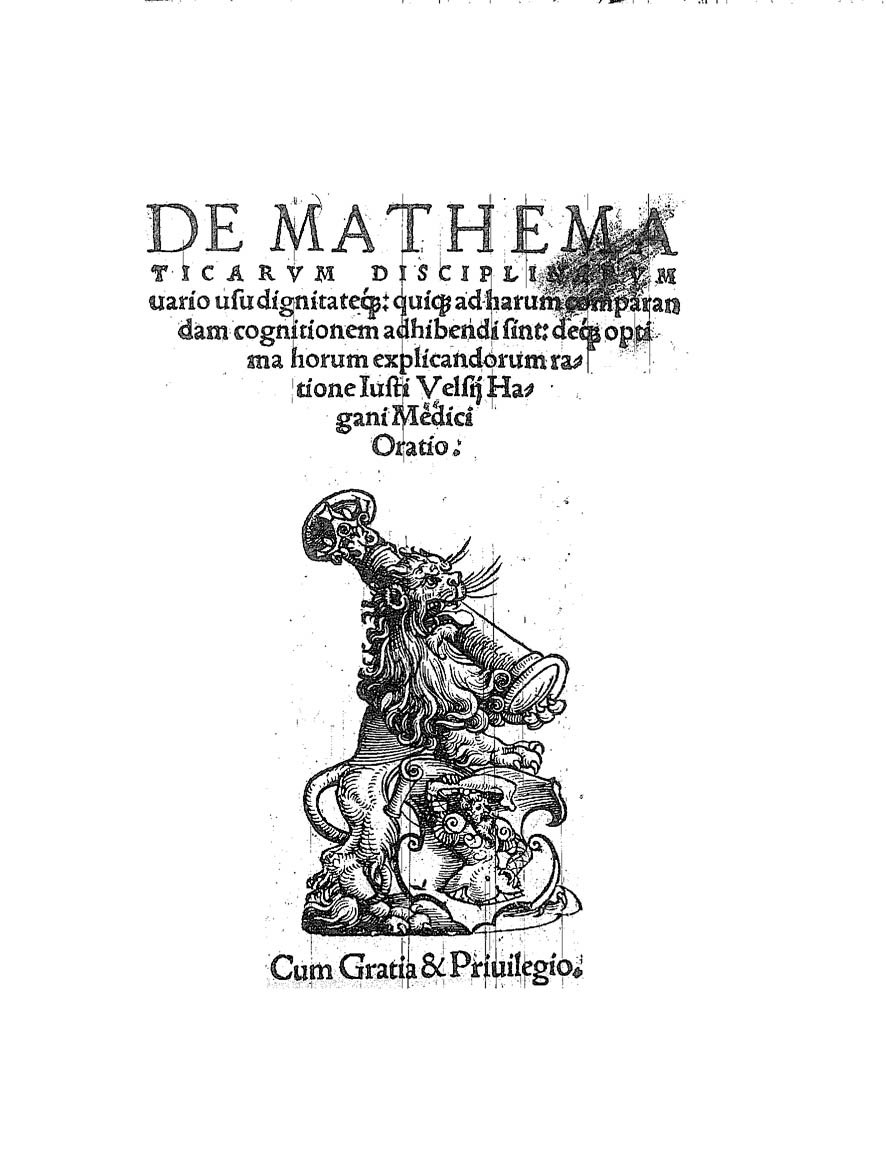
De mathematicarum disciplinarum vario usu dignitateque, 1544

Nach einem Studium der Sieben freien Künste und der Medizin in Bologna promovierte er 1538 zum Doktor der Medizin und ließ sich 1540/41 als Arzt in Antwerpen nieder. 1541 zog er nach Löwen, wo er den portugiesischen Humanisten Damião de Góis traf und freundschaftliche Beziehungen zu Andreas Vesalius unterhielt. Obwohl Justus Velsius keine Stelle an einer Universität hatte, begann er 1542 in Löwen öffentliche Vorträge in Griechisch und Latein über Philosophie, Mathematik und Euklid zu halten. In einer Antrittsvorlesung erklärte er, dass jeder, der sich solide Mathematikkenntnisse aneignen wolle, die neueren Kompendien der Mathematik „wie die Pest“ am besten meiden und sich stattdessen an die Autoren der Antike wenden solle. Er bezog sich auf Euklid, Archimedes, Apollonius, Ptolemäus, Nikomachos und Proklos unter den Griechen, gefolgt von Boethius, Jordanus Nemorarius und Witelo sowie, unter den jüngeren Autoren, Peuerbach und Regiomontanus. Im Jahr 1544 schlug er vor, einen Kurs über Trapezuntios’ „Dialectica“ zu halten. Die Behörden sträubten sich jedoch und in der sich anschließenden Kontroverse zwangen sie Velsius, dessen theologische Integrität ihnen verdächtig vorkam, die Universität zu verlassen. 1542 war er in seinem Bestreben, die Nachfolge von Petrus Nannius (1496–1557) anzutreten, gescheitert, worauf er 1544 auf Empfehlung von Martin Bucer, nach einem kurzen Lehraufenthalt an der Marburger Lateinschule und möglicherweise auch in Basel, nach Straßburg ging. 1545 veröffentlichte Velsius den griechischen Text von Proklos’ Werk „De Motu“ (deutsch: Über die Bewegung), zusammen mit einer lateinischen Übersetzung.

### Straßburg
Von Ostern 1544 bis 1550 unterrichtete Velsius als Mitarbeiter von Johannes Sturm in den höheren Klassen des Straßburger Gymnasiums, der sogenannten Schola Argentoratensis (Straßburger Schule) Dialektik und aristotelische Ethik. Am 17. November 1545 erhielt er durch die Vermittlung von Bucer in der Thomaskirche in Straßburg ein Kanonikat im Kollegiatstift. Einige Zeit vor dem 17. Oktober 1548 heiratete er Beatrix van Steenhoven. Als Velsius in Schwierigkeiten geriet, weil er das Augsburger Interim und den daraus resultierenden Konflikt mit seinen protestantischen Kollegen in Kauf genommen hatte, zog er im Frühjahr 1550 nach Köln; sein Straßburger Kanonikat gab er wahrscheinlich erst 1553 auf.

### Köln
Im Jahre 1550 erschien Velsius in Begleitung einer größeren Anzahl an Studenten in Köln. Da der Kölner Rat eine dreisprachige Schule nach dem Vorbild der Alten Universität Löwen errichten wollte, nutzte er die günstige Gelegenheit, den hervorragenden Gelehrten als Professor der griechischen und lateinischen Sprache zu gewinnen. Man bot Velsius für das erste Jahr 100 Pagamentsgulden oder 50 Taler, ein Kerb Wein und ein Kleid. Ferner bot man ihm an, über weitere Konditionen zu verhandeln, „wenn durch seinen Fleiß das Studium und die Universität zunehmen würde“, worauf er am 16. Juni 1550 in die Matrikel eingetragen wurde. Im August 1550 ernannte man ihn zum Professor an der Universität Köln. Da er aber verheiratet war, konnte er keine Präbende von der Universität erhalten, stattdessen wurde er vom Rat vergütet. In den Jahren 1551 und 1552 wurde die Vergütung auf seinen Antrag hin vom Rat auf 150 Taler erhöht, er sollte jetzt auch Mathematik unterrichten und ferner nicht vor Ablauf von fünf bis sechs Jahren Köln verlassen. Velsius und sein Kollege Jakob Lichius, der maßgeblich an der Gründung des Gymnasiums Tricoronatum beteiligt war, entwarfen Richtlinien für einen Lehrplan von acht Klassen, ähnlich dem humanistischen Lehrplan von Sturm in Straßburg.
Velsius nahm an Treffen der Täufer in der Gildenhalle der Buchbinder in der Pfaffengasse teil, wo er u. a. den Drucker und Märtyrer Thomas von Imbroich (1533–1558) traf. Velsius’ philosophische Schriften, insbesondere sein Werk „Krisis“, in dem er die wahre, christliche Philosophie der antichristlichen gegenüberstellte und zahlreiche Anspielungen auf die Sophismen der Theologieprofessoren machte, führten bald zum Verdacht der Häresie. Am 29. Oktober 1554 wurde „Krisis“ von der Universität Köln verdammt und Velsius’ Lehrbefugnis am 11. Dezember 1554 (mit Bestätigung vom 29. März 1555) widerrufen, da er sich nicht von seiner Schrift distanzieren wollte. Kaiser Karl V., der sich auf Betreiben des Karmeliter-Provinzials Eberhard Billick (1500–1557) im Namen des gesamten Klerus und des Kölner Domkapitels und der Universität eingeschaltet hatte, drängte den Rat vergeblich, gegen Velsius vorzugehen, der noch am 25. März 1555 seine Verteidigungsschrift, „Epistola ad Ferdinandum“, veröffentlicht hatte. Erst nachdem Velsius am 18. April 1555 versuchte, in seiner Wohnung eine öffentliche Vorlesung über das 5. Kapitel des Isaias zu halten und die Eucharistische Anbetung sowie den Zölibat ablehnte, verbannte ihn der Magistrat im April 1555. Velsius weigerte sich zu gehen und begab sich von Dezember 1555 bis Ende März 1556 freiwillig in Turmhaft, woraufhin das Inquisitionsverfahren wegen „der Schwärmerei des Wiedertaufs, der Sakramentierei und anderer verdammter Sekten“ gegen ihn eingeleitet wurde. Er bat seinen einflussreichen Freund Viglius, ihn zu unterstützen, aber Viglius lehnte es ab, sich einzumischen. Von dieser Weigerung schwer beleidigt, beschuldigte Velsius seinen Freund offenbar der protestantischen Neigung und brach alle Verbindungen zu seinem früheren Freund ab. Aufgrund dieses Präzedenzfalles verabschiedete der Rat 1555 eine umfassende Richtlinie gegen alle Ketzer.
Der Dominikaner Johannes Slotanus († 1560) diente als päpstlicher Inquisitor für die Kirchenprovinz Mainz, Köln und Trier gegen Velsius und drei weitere Gefangene, die er als Täufer bezeichnete. Die protestantischen Fürsten, insbesondere Christoph von Oldenburg, intervenierten in seinem Namen vor dem Rat. Da er am 19. Dezember 1555 erklärt hatte, dem Augsburger Bekenntnis (A. B.) beizutreten, wurde Velsius durch den kurz zuvor geschlossenen Augsburger Religionsfrieden geschützt. Aufgrund dieser Erklärung trat der Rat erneut zusammen, um über das weitere Schicksal des Inhaftierten zu beraten. Einem Antrag auf Freilassung wollte man jedoch nicht nachkommen, weil die Sache in den Händen der Inquisition läge, und nur der Erzbischof Adolf von Schaumburg in den Gang des gerichtlichen Verfahrens einzugreifen befugt sei. Dieser hatte erklärt, dass der Prozess zum Austrag gebracht und dann der Spruch in Vollzug gesetzt werden müsse. Daraufhin beschloss der Rat, dass Velsius, um jeglichen Volksauflauf zu vermeiden, abends oder morgens, in aller Stille dem Greven zu den übrigen Gefangenen zu liefern sei. Gleichzeitig hatte der Rat aber Bedenken, dem Angeklagten die Sentenz auf dem Turm zu verkünden und beschloss daher, dass dies auf dem Platz vor dem Turm geschehen möge. Sobald man aber merke, dass der Andrang des Volkes zu „diesem Alten der Gerechtigkeit“ zu bedenklich werden würde, sollte der Rechtsspruch doch auf dem Gefängnisturm publiziert werden, „damit man endlich einmal mit dieser leidigen Angelegenheit zu Ende komme.“
Diesem Urteil entsprechend wurde Velsius als Ketzer, Blasphemator und des Aufruhrs Verdächtiger durch einen Rechtsspruch schuldig gesprochen. Am 25. März 1556 beschloss der Rat, dass die Bürger-, Rent-, Wein- und Turmmeister der städtischen Gefängnistürme nochmals zusammentreten sollten, um zu beratschlagen, wie das ausgesprochene Urteil ohne Irrung wirklich vollstreckt werden könne, „damit man des Mannes mit Frieden ledig werden möge und seinem Theile an seiner Hoheit und seinem Herkommen Abbruch geschehe“. Gegen dieses Urteil legte Velsius Protest ein, was allerdings ohne Erfolg blieb und so beschloss der Rat ihn mit Gewalt fortzuschaffen. In der Nacht vom 26. auf den 27. März 1556 erschienen die Gewaltrichter Johann von Breckerfelde und Johann Brölmann in seinem Gefängnis, öffneten mit Gewalt die vom Verurteilten geschlossen gehaltene Tür, steckten ihm einen Knebel in den Mund und führten ihn zum Kunibertsturm. Dort wurde er von dem Bürgermeister Arnold von Siegen, dem Rentmeister Constantin von Lyskirchen, einigen Ratsherren, dem Greven und zwei Schöffen erwartet. Als sich Velsius weigerte, eidlich zu geloben, nie mehr den Bering der Stadt zu betreten, wurde er in einem Nachen über den Rhein und auf der anderen Seite im Herzogtum Berg an Land gebracht. Von dort aus gelangte er nach Mülheim, wo er die an Kaiser Karl V. und Ferdinand I. gerichtete „Apologia“ schrieb. Slotanus antwortete 1557 mit der „Apologia JV Hagani Confutatio“, als Antwort schrieb Velsius im September 1557 die „Epistolae“, worauf letztlich 1558 Slotanus’ Schrift „Disputationes adversus haereticos liber unus“ folgte.

### Frankfurt
Velsius traf am 15. Juli 1556 in Frankfurt ein, wandte sich an den englischen Pfarrer der Church of England Robert Horne (um 1510–1579), einem Marianischen Exilanten und führenden reformierten Protestanten und informierte ihn über Enthüllungen, über die er eine öffentliche Auseinandersetzung führen wolle. Als er von der Ankunft Calvins hörte, der gekommen war, um Konflikte innerhalb der Flüchtlingskirche zu schlichten, bot er dieser an, den Vorsitz zu übernehmen. Er schlug vor, den „freien theologischen Willen“ (nicht zu verwechseln mit dem Freien Willen) gegen die calvinistische Doktrin der Prädestination (deutsch: Vorbestimmung) zu verteidigen. Die Disputation mit Calvin, Johannes a Lasco und Horne dauerte zwei Tage; Velsius fasste seine Ansichten mit den Worten zusammen: „aut esse liberum arbitrium, aut Deum tyrannum esse“ (deutsch: „Entweder es gibt einen freien Willen, oder Gott ist ein Tyrann“).
In einem an Philipp Melanchthon gerichteten Brief vom 17. September 1556 äußerte sich Calvin wie folgt:

„Ich wurde von den Meinungsverschiedenheiten hierher gezerrt, mit denen Satan seit fast zwei Jahren die kleine Kirchengemeinde unserer Sprache, die hier eingerichtet wurde, an sich gerissen und auf ein solches Maß reduziert hat, dass sie verschwunden sein musste, wenn nicht sehr schnell Abhilfe geschaffen würde. Seit ich in die Stadt gekommen bin, habe ich keine Ruhe mehr gehabt, und als ob ich in dieser Angelegenheit nicht genügend Beschäftigung gehabt hätte, hat uns ein Verrückter namens Velsius, dem Sie zweimal geschrieben hatten, in neue Dummheiten verwickelt. Wir haben uns dieser Aufdringlichkeit aber nur zwei Tage gewidmet. Bis zu diesem Augenblick war ich immer wieder abgelenkt, wenn ich jene Meinungsverschiedenheiten besänftigte, die seit langem tief verwurzelt sind.“

Am 15. April 1557 wurde Velsius durch den Rat von Frankfurt ausgewiesen.

### Heidelberg
Am 5. August 1557 immatrikulierte sich Velsius in Heidelberg und erhielt eine Lizenz, öffentliche Vorträge in Philosophie zu halten. Diese Lizenz wurde jedoch im Juni 1558 auf Anordnung von Kurfürst Ottheinrich vom Senat der Universität widerrufen, weil er Thesen verbreitet hatte, die gegen die Heilige Schrift gerichtet waren. Velsius griff den Pfarrer der Heiliggeistkirche, Johann Flinner in seiner Stellungnahme zur Eucharistie an, schickte ihm eine Reihe von Thesen über die Neugeburt und die Willensfreiheit und beschuldigte den Pfarrer, ein falscher Apostel und ein Irreführer des Fürsten und des Volkes zu sein. Für den, wie es hieß, wenig selbstständigen Flinner, wurde der Aufenthalt in Heidelberg zur Last und bereits am 25. August 1557 hatte er in einem an Konrad Hubert gerichteten Brief mit den Worten geklagt „es will hie nicht recht zugehn, Gott helfe“!
Als Flinner zu Beginn des Jahres 1559 die für ihn gute Nachricht zur Ernennung als Prediger zum Straßburger Münster erhalten hatte, hielt er am 5. Februar 1559 seine Abschiedsrede. Er sprach von seiner Berufung in die Pfalz, von seiner Lehre, von seinem kirchlichen Leben und bürgerlichen Wandel und beendete die Rede mit einer aus dem zehnten Kapitel des Hebräerbriefs gezogenen „Summa“ christlicher Ermahnung über die Gemeinde. Velsius versäumte es nicht, ihm auch bei dieser Gelegenheit noch einen Schmähbrief zu schreiben, der allerdings wenig Beachtung fand, da der lutherische Theologe Tilemann Hesshus die Predigt Flinners billigte und viele seiner Zuhörer ihn baten, diese drucken zu lassen. Im November 1559 wurde Velsius nach Intervention von Kurfürst Friedrich III. auch die Abhaltung von Privatvorträgen untersagt und er wurde vom Senat der Universität ausgeschlossen.
1560 war Velsius wieder nach Frankfurt zurückgekehrt, wo er den Rat der Stadt um die Erlaubnis bat, ein von ihm verfasstes Buch mit dem Titel „Summa christlicher Lehr und Lebens“ drucken zu lassen. Velsius’ Anfrage wurde durch den Bürgermeister an die zuständigen lutherischen Pastoren (Prädikanten) mit der Bitte um Einsicht und Prüfung weitergeleitet, worauf diese am 2. August 1560 berichteten, dass das Buch Thesen enthielt, die gegen die orthodoxe Lehre gerichtet wären. Sie äußerten insbesondere die Besorgnis, dass diese Lehren zu Unruhen in den ausländischen Kirchen der Stadt führen könnten, wie dies beispielsweise bei der Münster Rebellion der Fall war, als es dort in den 1530er Jahren zu einem Aufstand gekommen war. Am 18. März 1561 befahl der Rat Velsius, die Stadt zu verlassen, da er sein Buch ohne Erlaubnis hatte drucken lassen. Der Gastwirt Hansen Braun, in dessen Haus Velsius untergebracht war, wurde angewiesen, ihn nicht mehr in seinem Haus wohnen zu lassen.
Im Mai 1561 hielt sich Velsius in Straßburg auf. Hier schrieb er an Johann Flinner (der aus Heidelberg zurückgekehrt war) sowie an die Prediger und auch an den Rat und legte 20 Vorschläge vor, die wahrscheinlich die gleichen waren, die er bereits in Heidelberg und in Frankfurt angekündigt hatte. Diese wurden aber nicht angenommen, da sie mit dem damals in Straßburg verwendeten Katechismus nicht übereinstimmten. Einen Monat später, im Juni 1561, befand sich Velsius in Basel. Dort hatte er mehr Glück, zumindest konnte er auf Sebastian Castellio, mit dem er zuvor korrespondiert hatte und auf die Verfechter der Toleranz wie Martin Cellarius und Celio Secondo Curione zählen. Er legte dem Rat der Universität eine Zusammenfassung vor, die am 16. Juni geprüft wurde. Der Rat leitete sie an die Theologische Fakultät weiter, da sie außerhalb ihres Fachbereichs lag. Martin Borrhaus schlug eine Reihe von Thesen für eine akademische Disputation vor, aber Velsius lehnte ab, nachdem der Rat eine öffentliche Debatte abgelehnt hatte. Am 25. Juni reiste Velsius nach Zürich, wo er am nächsten Tag ankam. Er schrieb an den Rat und Heinrich Bullinger antwortete im Namen des Rates und wies darauf hin, dass seine Kritik nicht zutreffe, da sie sich gegen Luther und die römisch-katholische Kirche richtete. Am 4. Juli hatte Velsius die Stadt wieder verlassen. Am 1. August war Velsius wieder in Heidelberg, wo er ein letztes Mal an Bonifacius Amerbach und an Johannes Sturm schrieb. Ende August 1561 immatrikulierte er sich in Marburg und lehrte dort für wenige Monate an der medizinischen Fakultät.

### London
Im Januar 1563 hatte Velsius den Ärmelkanal nach England überquert, wo er der reformierten Niederländischen Kirche Austin Friars (niederländisch: Nederlandse Kerk Londen) in London beitrat. Wieder suchte er den Streit, dieses Mal ging es um Nikolaus Carinaeus, der Ende Oktober 1562 zweiter Pfarrer der niederländischen Flüchtlingskirche geworden war und im September 1563 Opfer der Pest in London wurde. Carinaeus hatte seine Gedanken über die Wiedergeburt durch Christus erläutert, wogegen sich Velsius wandte, indem er um den Monat März 1563 öffentlich seine Idee entwickelte, dass die Vollkommenheit Adams auf der Erde erreicht werden könne, nachdem die innere Wiedergeburt im Individuum stattgefunden hat. Velsius schrieb eine Zusammenfassung seiner Religion „Christiani Hominis Norma“ (deutsch: „Die Regel eines christlichen Menschen“), in der er seine Vorstellung erklärte, dass der Mensch, wie Christus, durch Wiedergeburt Gott-im-Menschen werden könne. Er sandte Kopien seines Pamphlets an den Bischof von London, Edmund Grindal, an Außenminister William Cecil und Königin Elizabeth.

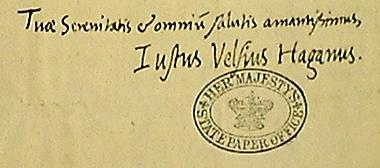
Justus Velsius’ Unterschrift in einem Brief an Königin Elizabeth

Er schrieb auch einen Brief an den französischen Botschafter, in dem er allen die Rache Gottes ankündigte, die sich weigerten, seine Vorschläge anzunehmen. In seinem Brief an die Königin behauptete Velsius, seine Berufung durch Wunder bestätigt bekommen zu haben. Der Diener des Botschafters, Cosmus, fastete fünf oder sechs Tage in der Überzeugung, dass er nach seiner Abstinenz „illuminationes a cœlo“ erhalten würde. Laut Grindal wurde er am Ende wahnsinnig, so dass keines dieser Wunder einer weiteren Untersuchung standhielt. Bischof Grindal schrieb eine Widerlegung, die zeigte, dass Velsius’ Lehren gegen die orthodoxen Lehren gerichtet waren. Velsius wurde vor den Kirchenrat geladen, der aus Bischof Grindal, dem inzwischen zum Bischof von Winchester geweihten Robert Horne und dem Dekan der St Paul’s Cathedral, Alexander Nowell (um 1517–1602), bestand.
Novell führte eine offene Diskussion mit Velsius und forderte ihn im Namen der Königin auf, das Königreich zu verlassen. Dies beklagte er mit sehr unhöflichen Worten gegenüber der Königin und sagte den Tod des Bischofs von Winchester und anderer wichtiger Persönlichkeiten des öffentlichen Lebens voraus. Am 16. April 1563 machte der Kirchenrat Velsius in einer öffentlichen Abkündigung lächerlich, wonach der Umkehrprediger nicht mehr in London auftrat. Velsius konnte zwar einige Anhänger in London finden, zu langfristigen Auswirkungen seiner Lehren führte dies jedoch nicht.

### Groningen
Velsius überquerte erneut die Nordsee und ging nach Groningen, der nördlichsten Provinz der habsburgischen Niederlande. Am 6. Januar 1564 vermerkte der Sekretär der Stadt Groningen, Egbert Alting, in seinem Tagebuch, dass Velsius vertrieben worden, aber heimlich zurückgekehrt war.
Velsius hatte offensichtlich längere Zeit die Hoffnung getragen, dass der Kölner Rat ihm noch mal die Rückkehr in die Stadt erlauben würde. Von dieser Hoffnung getragen, übersandte er dem Rat eine neue Druckschrift und fügte dieser noch ein besonderes Begleitschreiben hinzu. Da die Stadt aber die Annahme von Buch und Brief verweigert hatte, musste es Velsius klar sein, dass er wohl nie mehr dorthin zurückkehren könne. „Dieweil, heißt es in dem Protokoll vom 27. Dezember, Velsius aus der Stadt und dem Stifte Köln und extra fines catholicorum (deutsch: „außerhalb der Grenzen der katholischen [Kirche]“) verbannt, hat der Rath seinen Brief nicht aufbrechen und das Büchlein nicht annehmen wollen.“ Im Jahre 1570 hatte er es dennoch gewagt, ohne Erlaubnis den Bering der Stadt zu betreten, worauf der Rat ihm sagen ließ, „dass solange er mit der katholischen Kirche nicht reconciliiert (deutsch: „versöhnt“) sei, er in Köln nicht geduldet werden könne; er möge sich darum von hinnen machen, sonst würden die Herren des Rathes ihn nach einen Ort führen, wo er wohl verwahrt sein solle.“
Abgesehen von seiner kurzen Reise nach Köln im Jahr 1570 scheint er in Groningen geblieben zu sein. Im August 1574 schrieb Menso Alting, dass Velsius aus religiösen Gründen inhaftiert war und dies bereits seit mehreren Jahren, ohne jedoch diesen Zeitraum näher zu spezifizieren. Die Behörden hatten aber wohl Mitleid mit ihm, weil er ein älterer Herr und offenbar depressiv war. Sie schlugen daher vor, ihn freizulassen, auch wegen der Härte, die die Haft für ihn und seine zweite Ehefrau Grete Cassens bedeutete. Der Vorschlag wurde vom Statthalter Caspar de Robles geprüft, der daraufhin ein Gespräch mit Velsius führte und ihn dann an den Bischof weiterleitete, der wiederum damit den Dekan der Kathedrale beauftragte, den Vorschlag zu prüfen. Am 24. August 1574 befürwortete der Bischof die Freilassung von Velsius. Er weigerte sich jedoch, das Gefängnis zu verlassen, weil er nur durch Gottes Gnade, nicht aber durch menschliches Eingreifen freigelassen werden wollte. Diese ungewöhnliche Situation dauerte bis zum Mai 1575, als de Robles die Räumung des Gefängnisses verlangte, da das angrenzende Schloss verstärkt und für die Garnison vorbereitet werden musste.
Im Februar 1577 wurde ein Arrangement für die Schulden, die er in Groningen gemacht hatte, ausgearbeitet. Kurz darauf zog er als protestantischer Prediger in die holländische Provinz, wo er Haarlem, Leiden, Den Haag und Delft besuchte, einige dieser Städte mehr als nur ein Mal. Er scheint mindestens 2 Jahre lang in Holland herumgezogen zu sein. Im August 1577 war er in Delft und im September desselben Jahres in Leiden, wo er nochmals im September 1579 auftauchte. Bei einem neuerlichen Aufenthalt in Den Haag, wandte er sich am 9. November 1579 an ein Gremium der holländischen Regierung und erklärte, dass es völlig falsch gewesen sei, einen Aufstand gegen ihren rechtmäßigen Herrn, König Philip II. von Spanien, zu beginnen. Auch hier scheint er keine offizielle Reaktion erhalten zu haben. Im Jahr 1579 veröffentlichte er sein Werk „Ein wunderschöner und wunderbarer Traktat, der vom Geist Gottes ausgeht“ (niederländisch: „Een seer schoon heerlijk uit Gods Geest voort gekomen tractaetgen“), von dem aber kein erhaltenes Exemplar gefunden werden konnte. In Haarlem und Leiden waren die Behörden durch seine Aktivitäten alarmiert, während ihre Kollegen in Den Haag und Delft keine ernsthafte Besorgnis zeigten.

### Haarlem
In Haarlem brachte man Velsius zum ehemaligen Bürgermeister Gerrit van Ravensbergen, da er behauptet hatte, er würde die Blindheit des alten Mannes heilen können. Velsius behauptete, dass er dies nicht durch die Anwendung von Medikamenten tun könne, sondern durch ein Wunder, das beweisen würde, dass er, Velsius, tatsächlich Gottes Bote sei. Als ein Wunder nicht zustande kam, gab der Prophet seinem Patienten die Schuld, der zugab, dass er nie wirklich daran geglaubt hatte, dass eine solche wundersame Heilung wirksam sein könnte.

### Leiden
Im September 1577 war Velsius in Leiden. In einer Kirche kletterte er auf eine Kirchenbank, von wo aus er zu predigen begann, was offenbar eine beachtliche Zuhörerschaft anzog. Er kündigte an, dass er am nächsten Tag zurückkehren würde, um eine weitere Predigt zu halten. Der Magistrat der Stadt verhinderte dies und befahl ihm, die Stadt zu verlassen. In einem Brief an den Stadtrat erklärte Velsius, dass die Richter Gott und Christus verraten hätten, indem sie ihn daran gehindert hätten, das Wort Gottes zu verbreiten und die Schafe in die richtige Herde zu führen, und dass sie gezeigt hätten, dass sie Werkzeuge des Teufels seien und es satanischen Irrlehrern erlaubten, die Herde in die Irre zu führen.

### Velsius letzte Jahre
Nachdem er weitere zwei erfolglose Jahre in Holland verbracht hatte, kehrte Velsius, der zu diesem Zeitpunkt etwa siebzig Jahre oder noch älter gewesen sein musste, nach Groningen zurück, das zu diesem Zeitpunkt noch dem König treu war. Im Jahre 1581 beschlossen die dortigen Behörden, den wandernden Propheten mit einer kleinen, aber regelmäßigen finanziellen Zuwendung zu unterstützen, was gleichzeitig die letzte von ihm dokumentierte Spur ist. Es wird angenommen, dass er nicht viel später starb.

## Werke (Auswahl)
- 1541 Hippocratis Coi de insomniis liber.[40] OCLC 560648916
- 1542 Ciceronis Academicarvm Qvaestionvm Liber Primvs Marcus Tullius Cicero; Justus Velsius: Ciceronis Academicarvm Qvaestionvm Liber Primvs. 1542, abgerufen am 10. März 2020 (Latein). OCLC 615546903
- 1543 Vtrvm In Medico Varia-rvm Artivm Ac Scien-tiarum cognitio requiratur.[41] OCLC 249273879
- 1544 De mathematicarum disciplinarum vario usu oratio.[42] OCLC 165927235
- 1545 Procli de motu Libri II.[43] OCLC 165353999
- 1551 In Cebetis Thebani Tabvlam Commentariorvm Libri Sex.[44] OCLC 162385406
- 1551 Simplicii [Simplikios] omnium Aristotelis interpretum praestantissimi.[45] OCLC 504390751
- 1551 In Aristotelis de virtutibus librum Commentarium libri III.[46] OCLC 165670768
- 1554 De artium liberalium et Philosophiae Praecepta tradendi recta ratione.[47] OCLC 165927237
- 1554 Probabiliter disserendi ratio et via quae in Aristotelis Topicis traditur.[48] OCLC 458457289
- 1554 Κρισις [Krisis]: Verae Christianaeqve Philosophiae comprobatoris. OCLC 311930648
- 1554 Beschreibung Vrtheil des zumollobenden bewehrers vnd nachfolgers der waren Christlichen weyssheit... . OCLC 254204811
- 1554 De humanae vitae recta ratione ac via, seu de hominis Beatitudinibus.[49] OCLC 311881180
- 1556 Apologia Iusti Velsii Hagani, contra haereticae pravitatis appellatos Inquisitores.[50] OCLC 67051278
- 1557 Tabula totius philosophiae moralis thesaurum complectens OCLC 457368255